# Montreuil-Bonnin
Montreuil-Bonnin – miejscowość i dawna gmina we Francji, w regionie Nowa Akwitania, w departamencie Vienne. W 2016 roku populacja ówczesnej gminy wynosiła 764 mieszkańców. 
W dniu 1 stycznia 2019 roku z połączenia czterech ówczesnych gmin – Benassay, La Chapelle-Montreuil, Lavausseau oraz Montreuil-Bonnin – powstała nowa gmina Boivre-la-Vallée. Siedzibą gminy została miejscowość Lavausseau. 